# 神田佑樹
神田 佑樹（かんだ ゆうき、1987年4月30日 - ）は、日本のラグビー選手。

## プロフィール
- ポジションはプロップ（PR）。
- 身長 181cm、体重 104kg[1]。
- 高校日本代表に選ばれたことがある[2]。
- U19世界選手権 日本代表メンバー[3]。

## 略歴
2006年、大工大高校卒業後、明治大学に入る。大工大高校時代に2回花園へ出場し、ともにベスト4、第29回高校東西対抗試合に西軍で出場した。
2010年、明治大学卒業後、釜石シーウェイブスに加入。同年9月26日に行われたトップイーストリーグ第3節の秋田ノーザンブレッツ戦に先発出場で公式戦初出場を果たした。
2018年、釜石シーウェイブスを退団した。